# Rosario (Batangas)
Rosario is een gemeente in de Filipijnse provincie Batangas op het eiland Luzon. Bij de laatste census in 2010 telde de gemeente bijna 106 duizend inwoners.

## Geografie

### Bestuurlijke indeling
Rosario is onderverdeeld in de volgende 48 barangays:
| - Alupay - Antipolo - Bagong Pook - Balibago - Barangay A - Barangay B - Barangay C - Barangay D - Barangay E - Bayawang - Baybayin - Bulihan - Cahigam - Calantas - Colongan - Itlugan | - Lumbangan - Maalas-As - Mabato - Mabunga - Macalamcam A - Macalamcam B - Malaya - Maligaya - Marilag - Masaya - Matamis - Mavalor - Mayuro - Namuco - Namunga - Natu | - Nasi - Palakpak - Pinagsibaan - Putingkahoy - Quilib - Salao - San Carlos - San Ignacio - San Isidro - San Jose - San Roque - Santa Cruz - Timbugan - Tiquiwan - Leviste - Tulos |

## Demografie
Rosario had bij de census van 2010 een inwoneraantal van 105.561 mensen. Dit waren 9.776 mensen (10,2%) meer dan bij de vorige census van 2007. Ten opzichte van de census van 2000 was het aantal inwoners gegroeid met 19.451 mensen (22,6%). De gemiddelde jaarlijkse groei in die periode kwam daarmee uit op 2,06%, hetgeen hoger was dan het landelijk jaarlijks gemiddelde over deze periode (1,90%).
De bevolkingsdichtheid van Rosario was ten tijde van de laatste census, met 105.561 inwoners op 226,88 km², 465,3 mensen per km².
Agoncillo · Alitagtag · Balayan · Balete · Batangas City · Bauan · Calaca · Calatagan · Cuenca · Ibaan · Laurel · Lemery · Lian · Lipa · Lobo · Mabini · Malvar · Mataasnakahoy · Nasugbu · Padre Garcia · Rosario · San Jose · San Juan · San Luis · San Nicolas · San Pascual · Santa Teresita · Santo Tomas · Taal · Talisay · Tanauan · Taysan · Tingloy · Tuy